# Boughton under Blean
Boughton under Blean is een civil parish in het bestuurlijke gebied Swale, in het Engelse graafschap Kent met 1917 inwoners.